# Göteborgs stadsteater

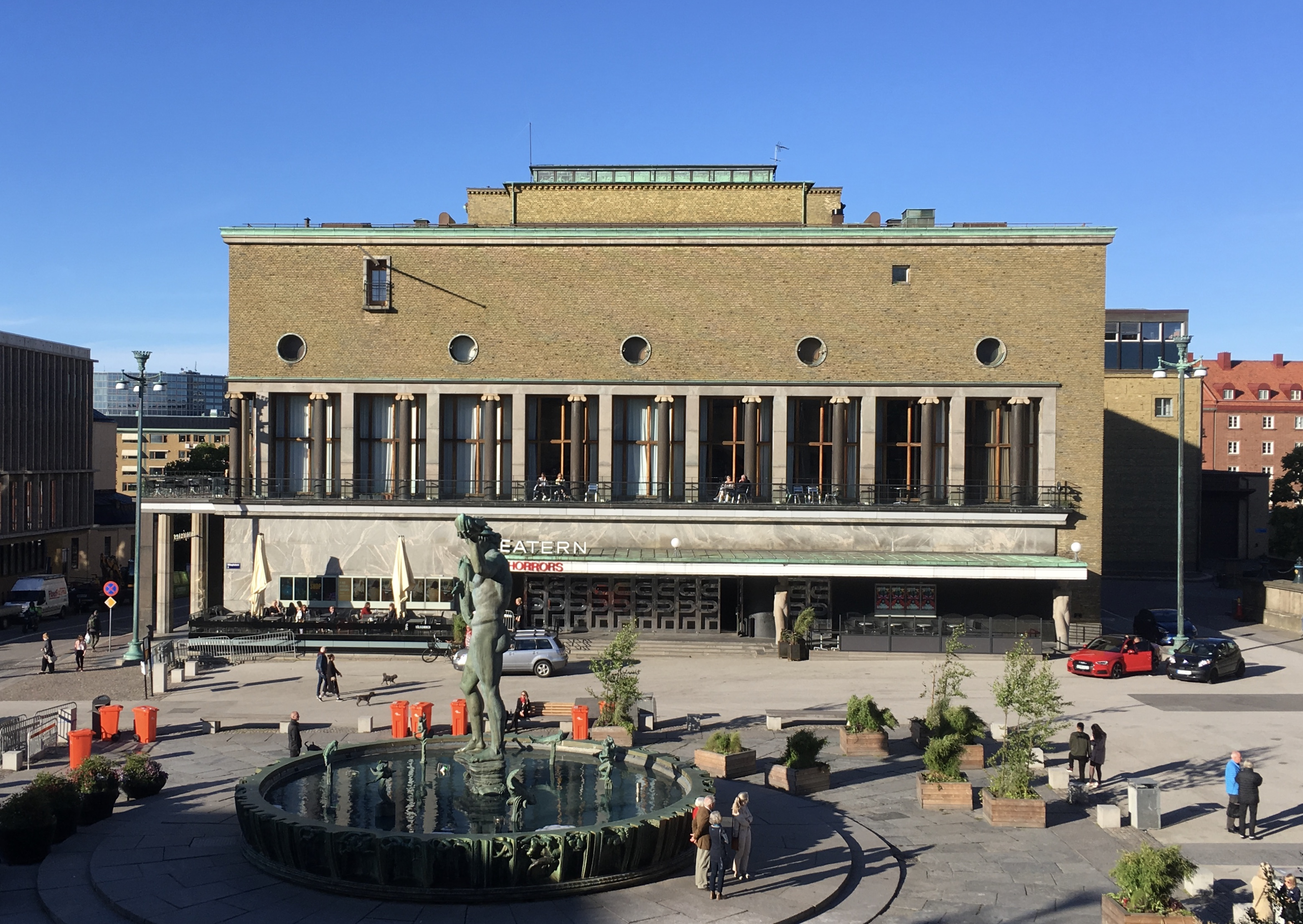
Göteborgs stadsteater sedd från Konserthusets terrass.

Göteborgs stadsteater är en teater i Göteborg vars huvudbyggnad ligger vid Götaplatsen i stadsdelen Lorensberg. Den invigdes den 29 september 1934, men verksamheten startade 1918 på Lorensbergsteatern, som därmed blev Sveriges första teater utanför Stockholm med bidrag från staten.

## Historik
Redan år 1910 bildades Göteborgs Teaterförening med syftet: "åstadkommandet av goda teaterförhållanden i Göteborg, avseende såväl teaterverksamheten som ock ett värdigt hem för densamma." I april 1912 ansökte Teaterföreningen hos Kungl. Maj:t om bidrag genom lotterimedel, motsvarande vid den tidpunkten nettovärdet från tio lotteridragningar, och den 31 juli 1916 beviljades fyra dragningar. Intäkterna utföll först åren 1918 och 1919 och utgjorde då cirka 1,6 miljoner kronor.
I en skrivelse den 4 oktober 1916 erbjöd sig tio personer i Göteborg - Willgodt Kullgren, Ernst Krüger, Conrad Pineus, Mathilda Broström, Gösta Fraenckel, Wilhelm Henriques, Anna Johansson, Herman Mannheimer, Gustaf Werner och Hjalmar Wijk — att på vissa villkor till Göteborgs Stad överlämna vardera 100 000 kronor, eller tillsammans 1 000 000 kronor, som en teaterfond, med vars räntor teaterverksamheten skulle tryggas. Stadsfullmäktige beslutade i oktober 1917 att motta gåvan med förbindelse för staden att betrakta den som ett evighetslån.
På hösten 1917 hade alltså Göteborgs stadsfullmäktige fattat det första beslutet att bygga teatern, och den 27 december samma år inbjöds allmänheten att teckna aktier i AB Göteborgs Teater som sitt ändamål angav; "att vårda och trygga den dramatiska konsten i Göteborg intill dess denna kunde inflytta i den av stadsfullmäktige den 25 oktober 1917 beslutade nya teatern." 1916 hade Lorensbergsteatern uppförts av krögaren Sophus Petersen för att bedriva "experimenterande teaterkonst". Efter att Sophus Petersens teaterföretag hotats av konkurs övertogs verksamheten 1918 av AB Göteborgs Teater samtidigt som Göteborgs stad åtog sig att stå för driften, Sveriges första teater utanför Stockholm med bidrag från staten efter tysk modell var därmed ett faktum. Under regissörerna Per Lindberg och Knut Ström introducerades här den moderna teaterkonsten i Sverige och i ensemblen fanns exempelvis Gösta Ekman. 
Byggnationen av en stadsteater försenades av det hårdnande ekonomiska klimatet samt en fraktion som förespråkade en upprustning av den befintliga Stora teatern.
År 1926 gav teaterbyggnadskommitén arkitekten, byggnadsrådet och professorn Carl Bergsten uppdraget att, i samråd med den scentekniske konstruktören och regissören Knut Ström, rita den nya stadsteatern. Vid stadsfullmäktiges slutdebatt 1930 fattades ett dubbelbeslut, dels om Götaplatsens slutliga utformning, dels om igångsättandet av teaterbygget. 
Grundstenen lades den 28 maj 1931, och 1934 flyttades verksamheten över gatan till den nybyggda Stadsteatern vid Götaplatsen, där kostnaden för teaterbygget uppgick till 4,4 miljoner kronor. Den 29 september 1934 kl. 18.30 invigdes den nya stadsteatern med skådespelet Stormen av William Shakespeare. I rollistan fanns bland andra Georg Rydeberg, Mimi Pollak, Ludvig "Ludde" Gentzel samt Lill-Tollie Zellman.  
I januari 1937 invigdes den mindre scenen Studion högst upp i salonghusets entrédel med Eugene O'Neills genombrottspjäs Kejsar Jones.
Vid 25-årsjubileet den 9 januari 1943 framfördes Peer Gynt, En dramatisk dikt i 25 bilder av Henrik Ibsen i översättning av Karl-Ragnar Gierow. Som Peer Gynt sågs Kolbjörn Knudsen.
2002 byggdes huvudscenen om. Scenöppningen vidgades och scenen drogs längre fram. Parketten gjordes om med större lutning. Antalet platser med dålig sikt reducerades. Arkitektoniskt innebar emellertid denna förändring att den översta raden togs bort och att det mesta av den unika textiltapeten i venetiansk siden täcktes över. Även innertaket med sin karaktäristiska belysning är nu dolt bakom svarta skärmar.
1987 var byggnadens golvyta 9 700 kvadratmeter.

### Teaterchefer
- Torsten Hammarén 1934–1950
- Stig Torsslow 1950–1953
- Karin Kavli 1953–1962
- Mats Johansson 1962–1982
- Uno "Myggan" Ericson 1982–1983
- Folke Edwards 1983–1985
- Birgitta Palme 1985–1989
- Per Lysander 1989–1992
- Ulf Kjell Gür 1992–1995
- Ronny Danielsson 1995–1997
- Stefan Pettersson 1997–1998
- Sture Carlsson hösten 1998
- Gunwi Silander 1998–2003
- Dag Hallberg 2003–2005
- Ronnie Hallgren 2005–2014

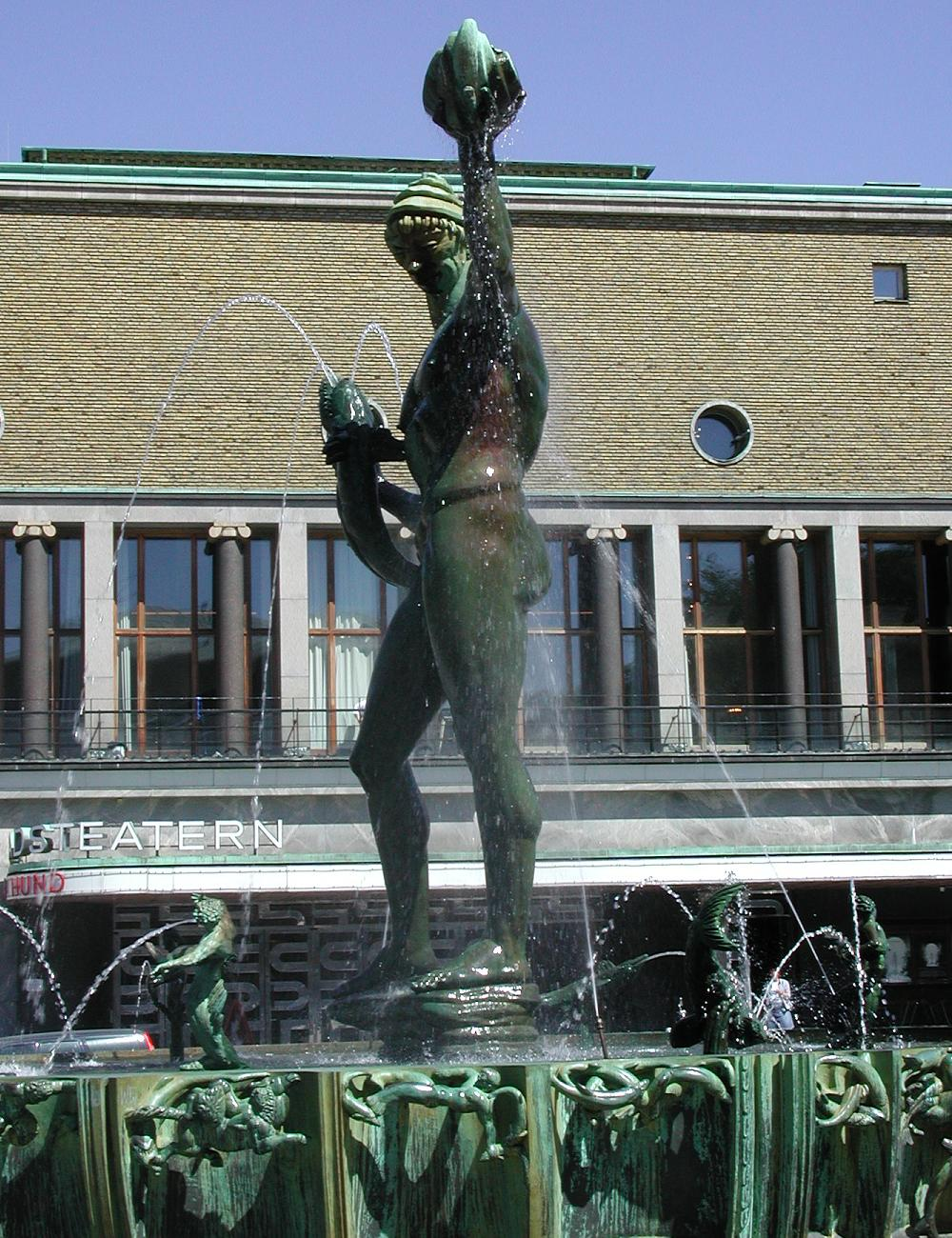
Carl Milles staty Poseidon framför Göteborgs stadsteater.

- Sture Carlsson, tillförordnad aug–sep 2014
- Björn Sandmark 2014–

### Konstnärliga ledare på scenerna vid Götaplatsen
- Jasenko Selimovic 1998–2005
- Anna Takanen 2006–2015
- Pontus Stenshäll 2015–2023
- Linda Zachrison 2023–

Se Backa Teaters sida för konstnärliga ledare där. 

### Skådespelare vid teatern (urval)
- Per Aabel
- Kent Andersson
- Ralph Carlsson
- Eivin Dahlgren
- Fredrik Evers
- Ashkan Ghods
- Johan Gry
- Inger Hayman
- Maria Hedborg
- Ingvar Hirdwall
- Åsa-Lena Hjelm
- Henric Holmberg
- Rolf Holmgren
- Christel Körner
- Ola Lindegren
- Thomas Nystedt
- Per Oscarsson
- Mariann Rudberg
- Maria Schildknecht
- Dan Sjögren
- Iwar Wiklander

## Arkitektur

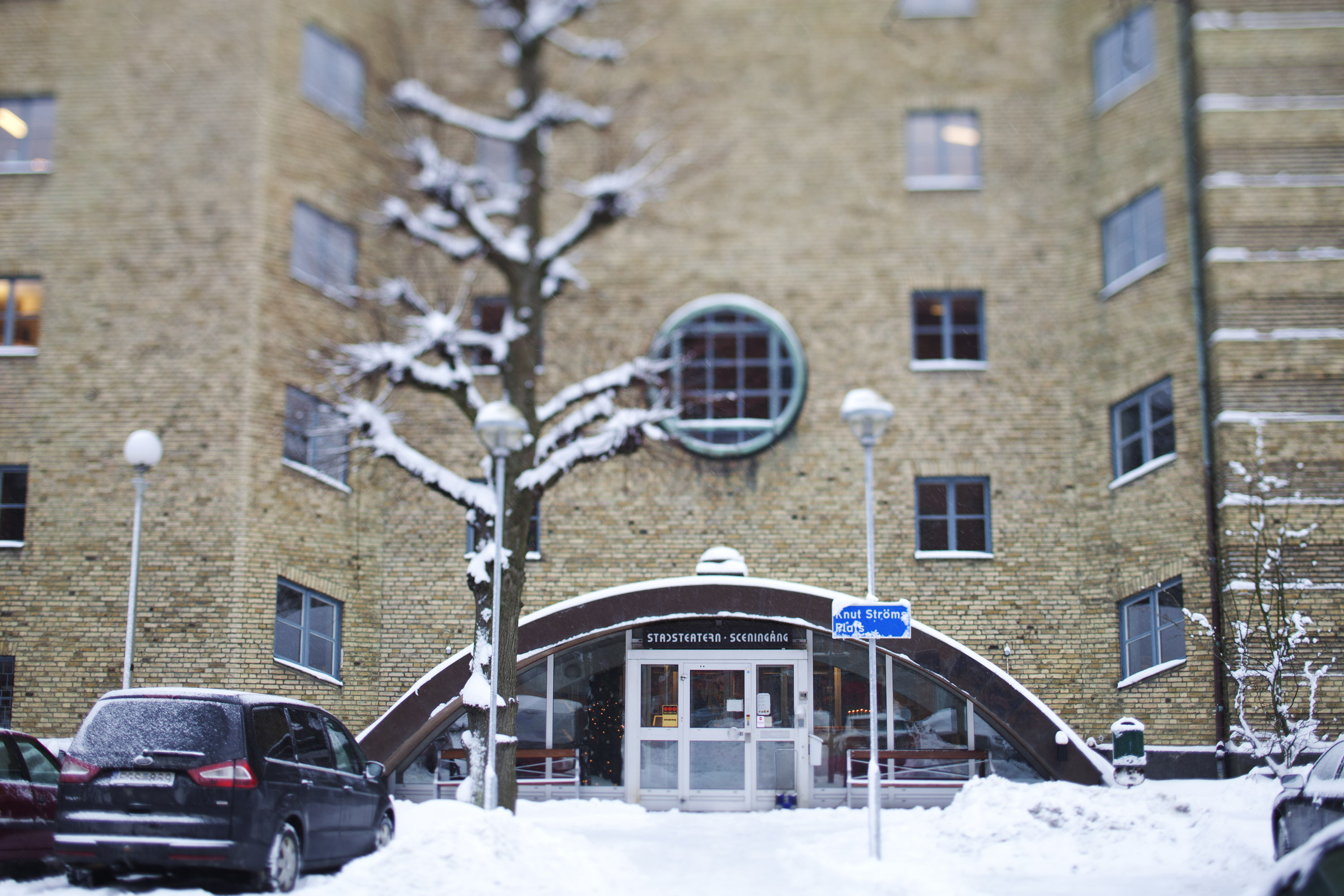
Sceningången på Stadsteaterns baksida, sett från Berzeliigatan.

Byggnaden är ritad av arkitekten Carl Bergsten i samråd med den scentekniske konstruktören och regissören Knut Ström. Bergsten hade gjort ett första förslag år 1929 utformat i 1920-talsklassicism, anpassade senare utformningen till 1930-talets funktionalistiska ideal men behöll ändå de klassicistiska dragen, exempelvis genom huvudfasadens kolonner. Götaverken gjorde de sceniska anordningarna efter schemakonstruktion av Ström. Huvudfasaden kännetecknas av en tungt utformad bottenvåning i sten, där svart labrador och slipad gråådrad granit altenerar. Ett regntak bärs upp av två karyatider, huggna i granit av konstnären Ivar Johnsson. Ovanför entrétaket kommer det luftiga galleriet med stora fönster, svarta kolonner och ljusa granitbalkar.
Kullgrens stenhuggeri i Uddevalla svarade för byggnads- och fasadsten. Råmaterialet var norsk labrador, en mycket svårarbetad men vacker, blågrön stensort. Man skapade också 11 stenpelare (vikt/styck, omkring 4 ton) till teaterns andra och tredje våning.
Salongen är hästskoformad och hade ursprungligen ett reducerat radsystem med 1 010 platser, fördelade på parkettens 570 och de två radernas 178 respektive 248 platser. Till detta kom två avantscenloger i första radens förlängning med tillsammans 14 platser. Antalet platser efter ombyggnaden är 594 (parkett 319 platser, övre parkett 163 platser och balkong 112 platser).
Huset är märkligt dels på grund av publikdelens eleganta 1930-talsarkitektur med bland annat det berömda trapphuset, dels på grund av sitt avancerade teatermaskineri med en jättelik vridscen (18 meter i diameter, 4 våningar djup), som under föreställning är sänkbar i olika sektioner, kombinerad med spårbundna dekorvagnar och stora avställningsytor i två plan. Huset inrymmer också verkstäder och ateljéer för dekorarbeten, kostym och attribut. 
Studiolokalen är placerad högst upp i salonghusets entrédel och invigdes i januari 1937. Scenen beskrevs som en "skärm- och draperiscen, utrustad med sju strålkastare, tre taklampor och en golvramp samt där ridån ännu drages för hand". I dag är antalet sittplatser i studion 186 (ursprungligen 220).

## Backa Teater
Till Göteborgs Stadsteater hör sedan 1979 också den konstnärligt fristående Backa Teater, en av Sveriges ledande barn- och ungdomsteatrar. Teatern är belägen på Lindholmen i Hisingen i Göteborg.